# 애덤 럴라나
애덤 데이비드 럴라나(영어: Adam David Lallana, 1988년 5월 10일 ~ )는 잉글랜드의 축구 선수로, 현재 브라이턴 & 호브 앨비언과 잉글랜드 축구 국가대표팀에서 윙어로 뛰고 있다.
2006년부터 사우샘프턴에서 활동한 럴라나는 1부리그와 2부리그, 3부리그를 모두 경험해본 선수이다.
2014년에 여름 이적 시장에 리버풀로 이적하였다.